# Franco Facchini
Franco Facchini (Bologna, 30 novembre 1951 – Bellinzona, 16 aprile 2024) è stato uno scrittore e poeta italiano.

## Biografia
Fino al 1969 visse tra Bologna e la costa romagnola. Nel 1992 si trasferì poi a Trieste, dove abitò fino al 2003. Dal 2003 al 2016 soggiornò in varie località della Svizzera, stabilendosi infine a Bellinzona.
Durante il suo soggiorno triestino collaborò con l'artista Ugo Pierri, col quale realizzò una serie di edizioni d'arte presso il Battello Stampatore.
Dal dicembre 1999 al giugno del 2000 tenne un corso di scrittura all'ex ospedale psichiatrico di Trieste. Frutto di quel lavoro fu il volume dal titolo Frammenti e anomalie su Edgar Allan Poe.
Oltre alle raccolte poetiche, Facchini fu autore di alcuni libri per l'infanzia illustrati da Paola Sapori.
Suoi testi poetici e traduzioni apparvero anche su Le porte; Bologna incontri; Lengua; Il lettore di provincia; Idra; Ennerre; In forma di parole; Il pomerio; Confini; A Marino per Moretti; Ossetia, Ostragehege.
Nel 1983 andò in onda sulla Rete 2 di RadioRai il suo radiodramma intitolato Regolamento di conti. Nel 2016 la Rete 2 della RSI - Radio Svizzera Italiana mandò in onda il monologo Al di là del luogo.
Curò e introdusse nel 2016 per le edizioni Sottoscala di Bellinzona il libro di Giampiero Neri Persone.

## Opere

### Poesia
- In modo che niente, prefazione di Fernando Bandini, Spinea, Edizioni del Leone, 1988
- L'attigua estremità del mondo, San Lazzaro di Savena, Novalis, 1988
- Il corpo oscuro, con una puntasecca di Ugo Pierri, Trieste, Battello Stampatore, 1998
- Le conchiglie, con una incisione di Mario Calandri, Gaetano Bevilacqua / Fabrizio Mugnaini, 1999
- Dove ogni cosa è altrove, con una incisione di Pierluigi Puliti, Scandicci, Mugnaini, 1999
- Nei cieli di niente, Pasian di Prato, Campanotto, 1999
- Distici enigmi, 12 distici per i Segni zodiacali di Ugo Pierri, Trieste, Battello Stampatore, 2000
- Due poesie, inchiostro e candeggina di Alessandro Pessoli, Milano, En plein Officina, 2001
- Nella voce che mente, Trieste, Battello Stampatore, 2001
- Che i baci (non) diventino addii, 6 poesie, Trieste, Battello Stampatore, 2003
- In un punto assurdo di azzurro, con un disegno originale di Ugo Pierri, Trieste, Battello Stampatore, 2005
- Disperata e senza luogo, con un'acquaforte di Mimmo Paladino, Bellinzona, Edizioni Sottoscala, 2012
- La parvenza del vero, Milano, Marcos y Marcos, 2020
- Idrometeore, con cinque héliogravures di Luca Mengoni, Lugano, Cascio Editore, 2022

### Libri per l'infanzia
- Palloni colorati, illustrazioni di Paola Sapori, San Giovanni al Natisone, Editrice Le Marasche, 1993
- Briciolina, illustrazioni di Paola Sapori, San Giovanni al Natisone, Editrice Le Marasche, 1997
- Nubi e cubi, filastrocche, illustrazioni di Paola Sapori, Trieste, Battello Stampatore, 1998
- Tonda e la cacca, illustrazioni di Paola Sapori, Pasian di Prato, Campanotto, 2000
- Pesciolini e pescioloni, illustrazioni di Paola Sapori, Genova, Edicolors, 2001
- L'uccellino, fiaba in versi, illustrazioni di Paola Sapori, pubblicata in lingua giapponese (Gakken, Tokio, 1998) e in lingua coreana (Kyowon, Seoul, 2001)

### Traduzioni
- Maurice Blanchot, La follia del giorno (con Giorgio Marcon), in: In forma di parole, vol. V, Reggio Emilia, Elitropia, 1982
- Maurice Blanchot, La scrittura del disastro (frammenti, con Giorgio Marcon), in: Il Pomerio. In forma di parole, vol. VII, Reggio Emilia, Elitropia, 1983

### Contributi e articoli
- Leggendo Blanchot, in: Il Pomerio. In forma di parole, vol. VII, Reggio Emilia, Elitropia, 1983
- I pensieri di Placidone (fiaba in versi), in: Lettere triestine, n. 18, maggio 1996, pag. 16
- Sul confine, in EnnErre, le nostre ragioni, anno IV, n. 6, I semestre 1997, pagg. 13-15
- Crisalide, in: Federico Hindermann, L'occhio s'imperla. Ventisette mottetti, Caslano (Svizzera), AF Edizioni, 2011
- Il colore del silenzio, in Sempre, senza misura. Omaggio a Giovanni Orelli, a cura di Pietro De Marchi e Fabio Pusterla, Bellinzona, Edizioni Sottoscala, 2013
- Dodici poesie in: Poeti triestini contemporanei, postfazione di Ernestina Pellegrini, Trieste, Lint, 2000
- Due poesie in: Poesia e natura. Nuova coscienza ecologica, Antologia di poeti europei, Firenze, Le Lettere, 2007
- Altrove in altre sere (8 canzonette), in: Quaderni di Curzutt Poesia 6, Bellinzona, Edizioni Sottoscala, 2021, pagg. 17-30